# Стабилизационный план 1959 года

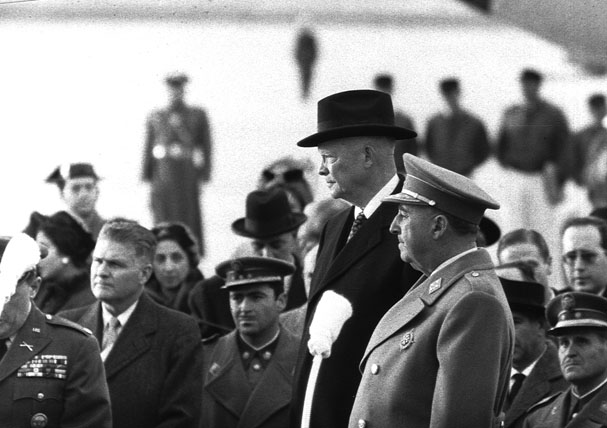
Визит Эйзенхауэра в Мадрид. 1959 год

Стабилизационный план 1959 года (исп. Plan de Estabilización) — комплекс экономических реформ, проведённых в Испании в конце 1950 — начале 1960-х годов. Основная цель стабилизационного плана — преодоление экономической изоляции страны и экономический рост на основе либерализации экономики.
После Гражданской войны экономика страны находилась в плачевном состоянии. Последовавший экономический кризис был усугублен почти всеобщей изоляцией Испании, оказывавшей поддержку странам Оси.
Рост экономики наступил в период 1953—1958 годов. Тем не менее высокий экономический рост, составлявший около 5 %, сопровождался высоким уровнем инфляции и резким распространением чёрного рынка. У страны возникли проблемы с бюджетом, к 1959 году валютные резервы страны были истощены. Население страны требовало экономических и политических реформ, сравнивая своё положение с ситуацией в соседних странах.
Франкистский режим выступил со стабилизационным планом, подготовленным министрами Лауреано Лопесом Родо, Альберто Ульястресом и Мариано Наварро Рубио. План был направлен на модернизацию страны, которая на тот момент являлась одной из беднейших в Западной Европе. Новый экономический курс вводил экономическую свободу в движении капиталов, инвестиций из-за рубежа и свободу передвижения для населения. В борьбе с инфляцией были достигнуты значительные успехи, государство сократило своё влияние на экономику, пропагандировалась экономическая инициатива населения.
В результате реформы в страну пришли крупные инвестиции из-за рубежа, в особенности в сфере туризма. Более полумиллиона испанцев покинули родину в поисках работы в Западной Европе. Испания стала участвовать в работе международных организаций, однако по политическим причинам вступление в Европейское сообщество и Европейскую ассоциацию свободной торговли не представлялось возможным. В 1958 году Испания стала ассоциированным членом Организации экономического сотрудничества и развития, а в 1959 году вступила в МВФ и Всемирный банк.
Если в 1960 году Испанию относили к аграрным странам, то к 1974 году страна заняла десятую строчку в мировом рейтинге крупнейших индустриальных стран.